# Calliptamus barbarus
Calliptamus barbarus är en insektsart som först beskrevs av Costa, O.G. 1836.  Calliptamus barbarus ingår i släktet Calliptamus och familjen gräshoppor.

## Underarter
Arten delas in i följande underarter:
- C. b. cephalotes
- C. b. barbarus
- C. b. palaestinensis